# 大比利納
大比利納（烏克蘭語：Велика Білина），是烏克蘭西部的村莊，隸屬利維夫州的桑比爾區。該村始建於1442年，面積28.95平方公里，海拔高度272米，2015年人口311，人口密度每平方公里10.74人。
49°31′46″N 23°28′26″E / 49.52944°N 23.47389°E